# Wierzbówka (rejon czortkowski)
Wierzbówka (ukr. Вербівка) – wieś na Ukrainie w rejonie czortkowskim należącym do obwodu tarnopolskiego.
W II Rzeczypospolitej wieś w powiecie borszczowskim województwa tarnopolskiego. Stacjonowała tutaj strażnica KOP „Wierzbówka”.
W październiku 1944 nacjonaliści ukraińscy z OUN-UPA zamordowali we wsi 7 Polaków.
Do 2020 w rejonie borszczowskim.